# Paranthropus robustus
Paranthropus robustus (лат., буквально — массивный парантроп) — вид ископаемых высших приматов, обнаруженный в Южной Африке в 1938 году южноафриканским доктором и палеонтологом Робертом Брумом. Останки были датированы периодом от 2 до 1,2 млн лет. Считаются родственной австралопитекам тупиковой ветвью эволюции человека. Типовой образец (черепная коробка мужчины ТМ 1517) был обнаружен школьником Гертом Тербланшем на местонахождении Кромдраай в ЮАР.
В пещере Купера D (ЮАР) археологи нашли предполагаемое костяное орудие труда парантропа возрастом  от 1,4 до 1,0 млн л. н., 7 останков P. robustus и 50 каменных артефактов. Костяное орудие из пещеры Купера D схоже с теми, которые ранее обнаружили в Стеркфонтейне, Сварткрансе, Кромдраае и Дримолене.
Черепа DNH-7, DNH-155, черепную крышку DNH-152 и нижнюю челюсть DNH-8 из Дримолена отнесли к подвиду Paranthropus robustus ukusa. более молодых представителей вида Paranthropus robustus из Сварткранса предлагается отнести к подвиду Paranthropus robustus robustus.

## Морфология

Череп парантропа массивного (Paranthropus robustus). Название находки: DNH 7, Эвридика. Место и время находки: Южная Африка, пещера Дримолен, 1994 год. Рост: 1,1 м. Объём мозга: 500 см³. Возраст находки: 2,0—1,5 млн лет. Время существования вида: 2—1,5—? 1,0 млн лет назад.

Объём головного мозга примерно 520 см³. Вид отличался костяным гребнем на черепе для крепления жевательных мышц, вероятно, позволяющих пережёвывать жёсткие растительные волокна. Выступающие вперёд скулы также свидетельствуют о развитой жевательной мускулатуре. Судя по анализу зубов этот вид был всеяден.
Выяснив количество стабильных изотопов кальция в эмали зубов у 18 Paranthropus robustus, у 12 африканских австралопитеков (Australopithecus africanus) и у 7 ранних Homo, представляющих в общей сложности 84 образца эмали (A. africanus, n = 28; P. robustus, n = 37; ранние Homo, n = 18), учёные пришли к выводу, что период грудного вскармливания у парантропов и африканских австралопитеков длился всего несколько месяцев, тогда как у период грудного вскармливания у ранних Homo длился три-четыре года.